# Česká středoškolská unie
Die Česká středoškolská unie (kurz ČSU, deutsch: Tschechische Schülerunion der weiterführenden Schulen) ist eine Freiwillige Vereinigung, die als eine Gewerkschaft der tschechischen Schüler der Sekundarstufe fungiert und die sich für eine demokratische Schule einsetzt.
Die Union besteht setzt sich aus den Vertretern der Selbstverwaltungsorgane der Schüler zusammen; das heißt aus den Schülervertretungen, die in Sekundarschulen gemäß dem tschechischen Bildungsgesetz von 2004 existieren. Die ČSU ist ein Mitglied des OBESSU, des europäischen Dachverbands nationaler Schüler- und Schülervertretung Organisationen.